# Kabinett Jawara VII

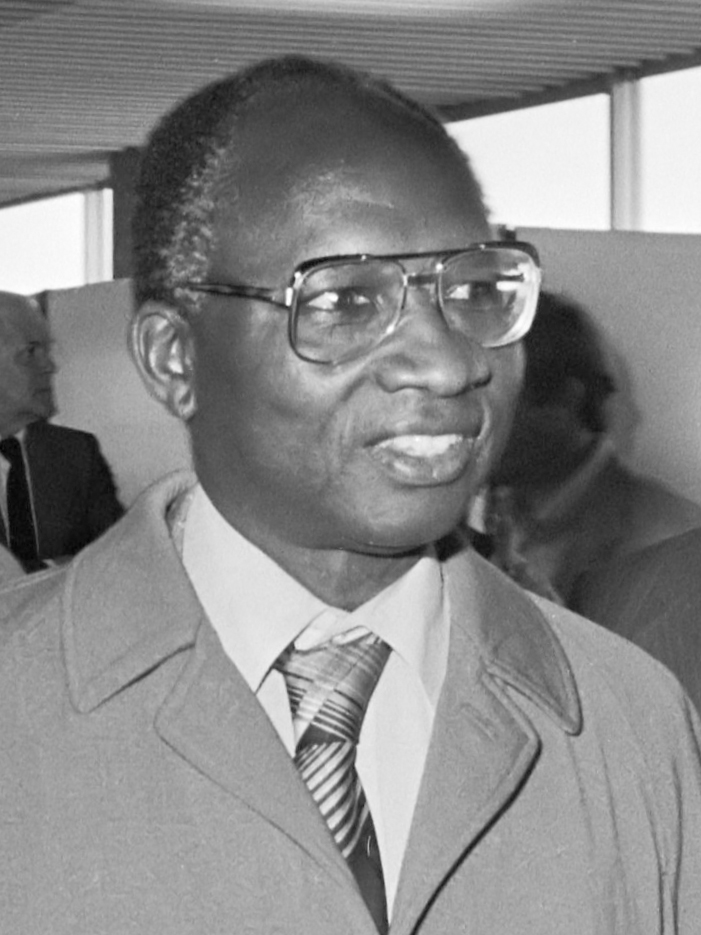
Präsident Dawda Jawara (1979)

Das Kabinett Jawara VII wurde in Gambia am 29. April 1992 durch Präsident Dawda Jawara von der Fortschrittlichen Volkspartei PPP (People’s Progressive Party) gebildet. Das Kabinett löste das sechste Kabinett Jawara ab. Es befand sich bis zum unblutigen Putsch von Leutnant Yahya Jammeh am 22. Juli 1994 im Amt. Im Anschluss folgte zunächst die Bildung eines vierköpfigen Provisorischen Regierenden Rates der Patriotischen Streitkräfte unter dem Vorsitz Jammehs, der sich am 26. Juli 1994 selbst zum Staatspräsidenten ernannte und eine Militärregierung bildete.
Bei der Präsidentschaftswahl am 29. April 1992 kandidierte der seit dem 24. April 1970 amtierende Präsident Jawara erneut für das Amt des Staatsoberhaupts. Neben ihm bewarben sich mit Sheriff Dibba von der National Convention Party (NCP), Assan Musa Camara von der Gambian People’s Party (GPP), Lamin Bojang von der People’s Democratic Party (PDP) sowie Sidia Jatta von der People’s Democratic Organisation for Independence and Socialism (PDOIS) vier weitere Kandidaten. Jawara wurde mit 117.549 Stimmen (58,5 Prozent) wieder gewählt und lag damit deutlich vor Dibba (44.639 Stimmen, 22,2 Prozent) und Camara (16.287 Stimmen, 8,1 Prozent), die als frühere Mitglieder der PPP mehrere Ministerämter bekleidet hatten und beide auch Vizepräsidenten Jawaras waren. Bojang (11.999 Stimmen, 6 Prozent) und Jatta (10.543 Stimmen, 5,2 Prozent) belegten abgeschlagen den vierten und fünften Platz.
Aus den zugleich stattgefundenen Wahlen zum Repräsentantenhaus ging Jawaras PPP mit 109.059 Stimmen (54,2 Prozent) erneut als stärkste Kraft hervor und gewann 25 der 36 Parlamentssitze. Die NCP errang 45.953 Wählerstimmen (22,9 Prozent) und stellte sechs Abgeordnete, während auf die GPP 13.937 Stimmen (6,9 Prozent) und zwei Parlamentsmitglieder entfielen. Drei weitere Sitze gingen an unabhängige Kandidaten, die insgesamt 15.331 Stimmen (7,6 Prozent) erhalten hatten.

## Minister
| Amt                                                   | Amtsinhaber                                                 |
| ----------------------------------------------------- | ----------------------------------------------------------- |
| Präsident                                             | 29. April 1992 bis 22. Juli 1994: Dawda Jawara (1924–2019)  |
| Vizepräsident                                         | April 1992 – Juli 1994: Saihou S. Sabally (* 1947)          |
| Außenminister                                         | April 1992 – Juli 1994: Omar Sey (1941–2018)                |
| Minister für Finanzen und Wirtschaft                  | April 1992 – Juli 1994: Bakary Bunja Dabo (* 1946)          |
| Innenminister                                         | April 1992 – Juli 1994: Lamin Kitty Jabang (* 1942)         |
| Verteidigungsminister                                 | April 1992 – Juli 1994: Saihou S. Sabally (* 1947)          |
| Minister für Landwirtschaft und natürliche Ressourcen | April 1992 – Juli 1994: Omar Amadou Jallow (* 1949)         |
| Minister für Kommunalverwaltung und Ländereien        | April 1992 – Juli 1994: Yaya Ceesay (* 1937)                |
| Gesundheitsminister                                   | April 1992 – Juli 1994: Landing Jallow Sonko (1944–2015)    |
| Minister für Jugend, Sport und Kultur                 | April 1992 – Juli 1994: Bubacarr Michael Baldeh (1953–2014) |
| Generalstaatsanwalt und Justizminister                | April 1992 – Juli 1994: Hassan Bubacar Jallow (* 1951)      |

## Hintergrundliteratur
- Gambia seit 1946, in: Der Große Ploetz. Die Enzyklopädie der Weltgeschichte, Verlag Vandenhoeck & Ruprecht, 35. Auflage, 2008, S. 1936, ISBN 978-3-525-32008-2